# Cyphanthera anthocercidea
Cyphanthera anthocercidea ist eine Pflanzenart aus der Gattung Cyphanthera in der Familie der Nachtschattengewächse (Solanaceae), die nur im südlichen Australien heimisch ist.

## Beschreibung
Cyphanthera anthocercidea ist ein aufrecht wachsender Strauch mit einer Wuchshöhe von bis zu 2 m. Die Zweige sind mäßig filzig behaart, die Behaarung besteht aus baumförmig verzweigten, nichtdrüsigen und kleineren drüsigen Trichomen. Die Laubblätter an späteren Trieben sind eiförmig bis schmal eiförmig, selten eiförmig-elliptisch. Sie sind komplett oder nahezu aufsitzend, werden 8 bis 35 mm lang und 2 bis 10 mm breit und spärlich behaart, junge Blätter werden bis zu 11 cm lang und 4 cm breit und besitzen bis zu 15 mm langen Stiele.
Die Blütenstände sind dicht, rispenförmig und belaubt. Die Blüten stehen an 2,5 bis 6,5 mm langen, spärlich behaarten Blütenstielen. Der Kelch ist 3 bis 4 mm lang, unbehaart oder nahezu unbehaart. Die Krone erreicht eine Länge von 10 bis 14,5 mm, ist nahezu unbehaart, weiß und mit purpurnen Streifen versehen. Die Kronlappen sind eiförmig-abgeschnitten bis linealisch, 4 bis 5,5 (selten bis 9) mm lang. Die Staubblätter erreichen eine Länge von 2 bis 4 mm.
Die Frucht ist eine mehr oder weniger kugelförmige Kapsel mit einem Durchmesser von 4 bis 5 mm, sie enthält 2,4 bis 3,5 mm lange Samen.

## Verbreitung und Standorte
Die Art ist vor allem in der Wimmera-Region im australischen Bundesstaat Victoria verbreitet, es gibt jedoch auch Aufzeichnungen über Vorkommen aus dem östlichen Victoria, dort wurde sie jedoch zuletzt 1882 gesammelt. Cyphanthera anthocercidea wächst in felsigen Rinnen im trockenen Hartlaubwald und an freiliegenden Felsvorsprüngen im Buschland. Sie bevorzugt sandige Böden mit Sandstein.